# Bom Jesus (Piauí)
Bom Jesus este un oraș în statul Piauí (PI), Brazilia.